# Aeroportul Rokot
Aeroportul Rokot (IATA: RKI, ICAO: WIBR) este un aeroport din Sipora Utara⁠(d), Kepulauan Mentawai⁠(d), Sumatera Barat⁠(d), Indonezia ce deservește zona Pulau Sipora⁠(d).
Situat la o altitudine de 7 m, aeroportul dispune de o singură pistă.